# Dimo Krastinow
Dimo Krastinow (bulgarisch Димо Кръстинов; * 20. Januar 1945) ist ein ehemaliger bulgarischer Eishockeyspieler. 

## Karriere
Dimo Krastinow nahm für die bulgarische Nationalmannschaft an den Olympischen Winterspielen 1976 in Innsbruck teil. Mit seinem Team belegte er den zwölften und somit letzten Platz. Er selbst kam im Turnierverlauf in sechs Spielen zum Einsatz und bereitete zwei Tore vor.  